# Ophthalmitis albosignaria
Ophthalmitis albosignaria là một loài bướm đêm trong họ Geometridae.